# 尾上菊五郎 (6代目)
六代目 尾上 菊五郎（おのえ きくごろう、1885年（明治18年）8月26日 - 1949年（昭和24年）7月10日）は大正・昭和時代に活躍した歌舞伎役者。屋号は音羽屋。定紋は重ね扇に抱き柏、替紋は四つ輪。俳名に三朝がある。本名は寺島 幸三（てらしま こうぞう）。
初代中村吉右衛門とともに、いわゆる「菊吉時代」の全盛期を築いた。歌舞伎界で単に「六代目」と言うと、通常はこの六代目尾上菊五郎のことを指す。

## 生涯
五代目尾上菊五郎の長男。母は元柳橋の芸者で権妻の秋田ぎん。実弟に六代目坂東彦三郎、義兄に六代目尾上梅幸がいる。
- 1886年（明治19年）5月 - 東京千歳座で尾上幸三の名で初舞台。まだ乳飲み子で三代目中村傳五郞に抱かれてのお目見得だった。
- 1901年（明治36年）3月 - 東京歌舞伎座で父の死後、九代目市川團十郎[注釈 1]の後援で『寿曽我対面』の曽我五郎で六代目尾上菊五郎を襲名。
- 大正時代、初代中村吉右衛門とともに市村座（下谷区二長町）で活躍し、「菊吉時代」「二長町時代」を築いた。世話物と舞踊に優れ、家の芸として五代目の新古演劇十種を引き継いだ。吉右衛門の脱退後、市村座を支えた。
- 1927年（昭和2年） - 歌舞伎座に移る。
- 1940年（昭和15年） - 歌舞伎座十二月興行の『六歌仙容彩』の踊りが退廃的であるとして、警視庁が松竹に対し上演中止を命令[2]。
- 1947年（昭和22年） - 日本芸術院会員。
- 1949年（昭和24年）4月 - 東京劇場『盲長屋梅加賀鳶』の道玄をつとめる最中に眼底出血で倒れる。
  - 7月 - 死去。墓所は雑司ヶ谷霊園。
- 1949年（昭和24年）11月 - 歌舞伎役者として初めて文化勲章を受章（死去日に溯っての追贈）。

辞世の句は「まだ足らぬ　踊りおどりて　あの世まで」。

## 人物

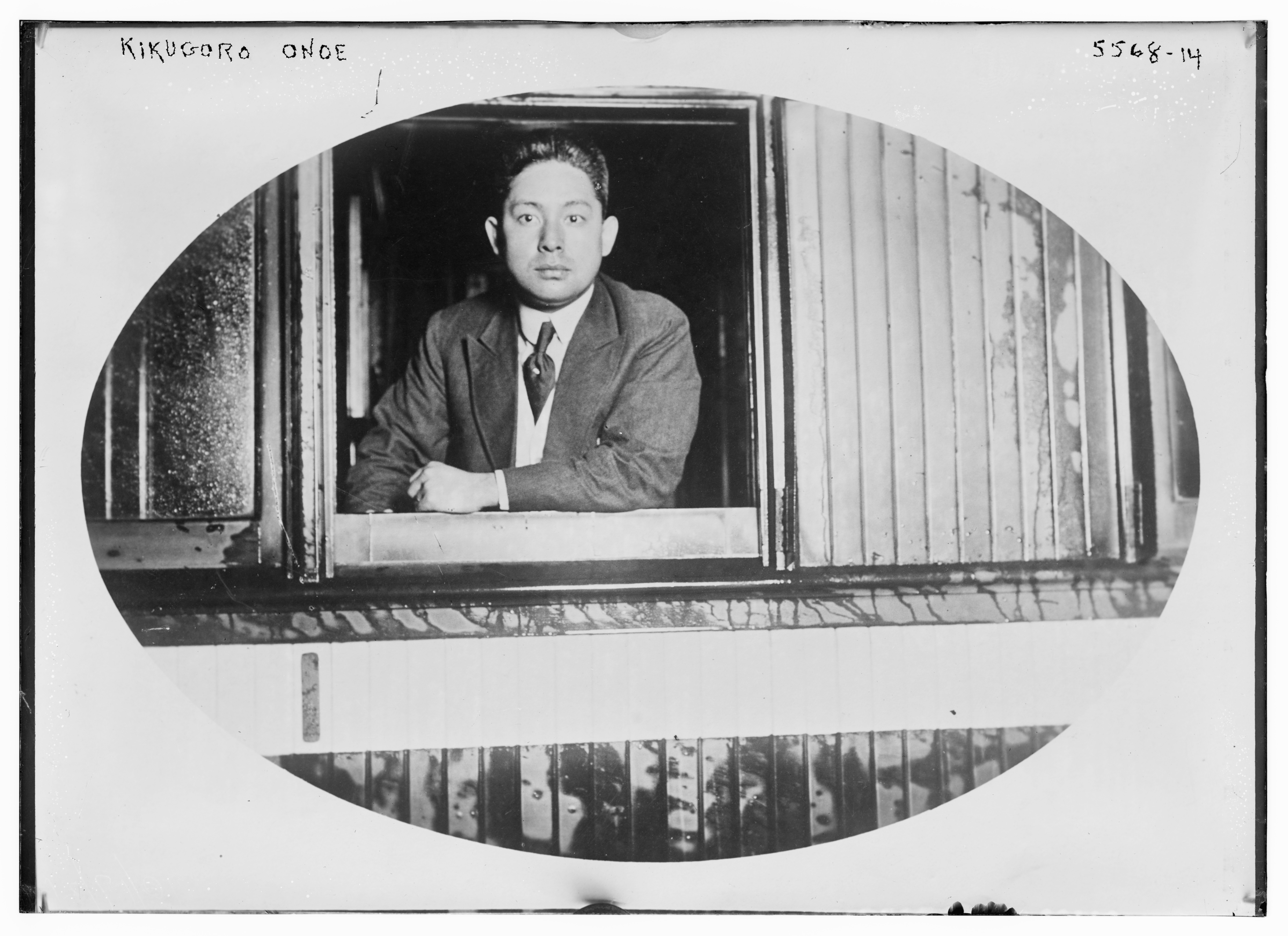
撮影：ジョージ・グラントハム・ベイン

立役も女形もこなしたが、殊に九代目市川團十郎に仕込まれたこともあり、『藤娘』の藤の精や『京鹿子娘道成寺』の白拍子花子などの娘役の舞踊を得意としていた。
身体は比較的大柄だったが、通常より大きな大道具を舞台上に組むことによって可憐さを表現する手法を確立した。ただし菊五郎家伝来の怪談物は得意とせず、父の当たり役だった『東海道四谷怪談』のお岩は一度しかつとめていない。体質的に近代風の芸だったので、尊敬する役者はどうしても九代目や初代中村鴈治郎といった新しい芸を開拓した先輩たちだった。
近代的な解釈を取り込むことに意欲的で、『新版歌祭文』「野崎村」のお光では幕切れに久作にとりついて泣き崩れる型を考案した。『近頃河原達引』「堀川」の与次郎では、その真に迫った表現力に舞台を共にした二代目實川延若に「ほんまにうまい。けど、西洋の活動役者と共演したような気分だす」と言わしめている。
『摂州合邦辻』の合邦では、三代目中村梅玉の玉手御前と共演して最高の舞台を作り上げた。動きの多い玉手御前に対してほとんど動かず、しかも愛娘を想う父の心理を観客に伝えるもので、実際に観劇した山田庄一は「見る側に気持ちを伝えるのが上手い。表面的じゃない技巧ですよね、深さがありました。」と評価している。

## 役柄
当たり役は非常に多い。
- 時代物
  - 『仮名手本忠臣蔵』の早野勘平・高師直・お軽
  - 『義経千本桜』「鳥居前」「すし屋」「四ノ切」のいがみの権太・佐藤四郎兵衛忠信・新中納言平知盛
  - 『菅原伝授手習鑑』の舎人松王丸・武部源蔵、梅王丸
  - 『源平布引滝』「実盛物語」の斎藤別当実盛
  - 『妹背山婦女庭訓』のお三輪
  - 『鏡山旧錦絵』の局岩藤
  - 『ひらかな盛衰記』「源太勘当」の姉輪平次
  - 『本朝廿四孝』「十種香」の八重垣姫、腰元濡衣
  - 『鬼一法眼三略巻』「菊畑」の虎蔵・皆鶴姫
  - 『勧進帳』の源義経
  - 『義経腰越状』「五斗三番叟」の五斗兵衛
  - 『伽羅先代萩』の乳母政岡・仁木弾正・弾正妹八汐
  - 『摂州合邦辻』「合邦庵室」の玉手御前･合邦
- 世話物
  - 『新版歌祭文』「野崎村」の久作娘お光・油屋お染
  - 『傾城反魂香』「吃又」の浮世又平
  - 『三人吉三巴白浪』（三人吉三）のお嬢吉三・お坊吉三
  - 『盲長屋梅加賀鳶』（加賀鳶）の按摩道玄・天神町梅吉
  - 『助六曲輪菊』（助六）の花川戸助六
  - 『水天宮利生深川』（筆幸）の筆屋幸兵衛
  - 『天衣紛上野初花』（河内山）の片岡直次郎
  - 『曾我模様侠御所染』（御所五郎蔵）の御所五郎蔵
  - 『梅雨小袖昔八丈』（髪結新三）の髪結新三
  - 『青砥稿花紅彩画』（白浪五人男）の弁天小僧菊之助
- 舞踊
  - 『藤娘』藤の精
  - 『京鹿子娘道成寺』の白拍子花子
  - 『羽根の禿』の禿梅野
  - 『花翫暦色所八景』（年増）の年増女
  - 『船弁慶』の静御前実ハ新中納言平知盛
  - 『積恋雪関扉』の小野小町姫・傾城墨染実ハ小町桜の精
  - 『廓文章』「吉田屋」の藤屋伊左衛門
  - 『義経千本桜』「吉野山（道行初音旅）」の佐藤忠信・静御前
  - 『春興鏡獅子』お小姓弥生後ニ獅子の精
  - 『棒しばり』の太郎冠者
  - 『身替座禅』の山陰右京
- 新作
  - 『巷談宵宮雨』（宇野信夫作）の龍達
  - 『一本刀土俵入』（長谷川伸作）の駒形茂兵衛
  - 『息子』（小山内薫作）の金次郎

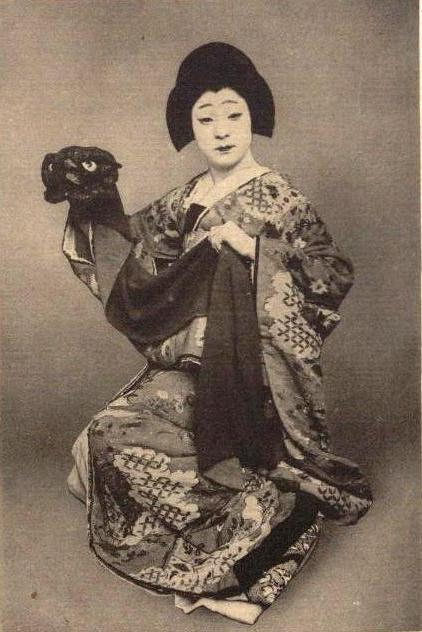
「春興鏡獅子」の弥生（1920年頃）
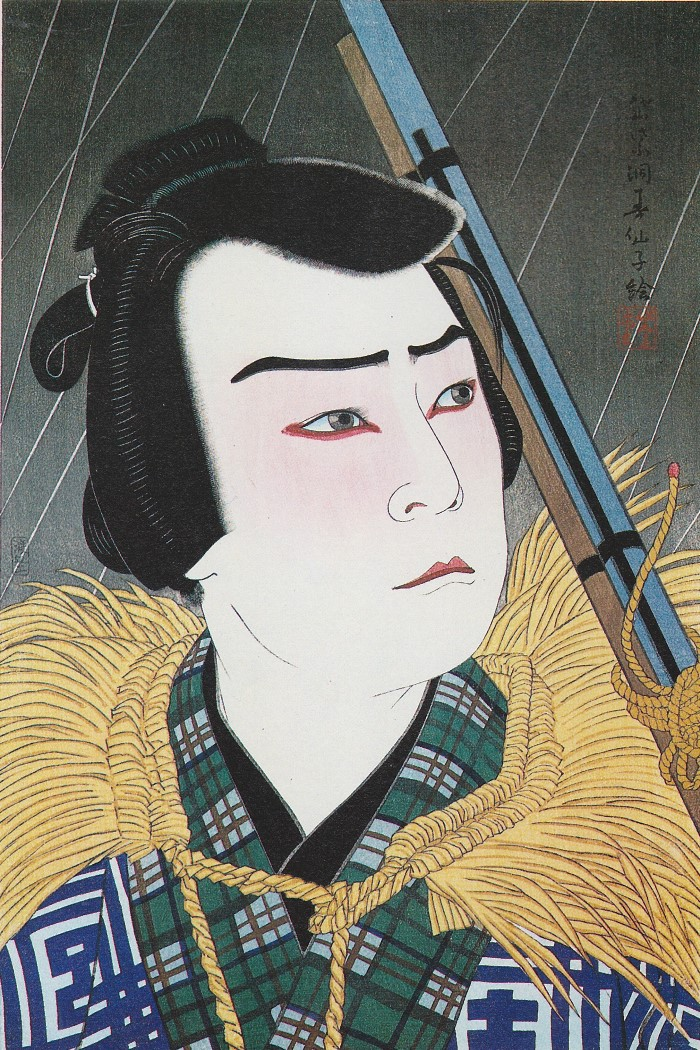
「仮名手本忠臣蔵」五段目の早野勘平（1929年）名取春仙画
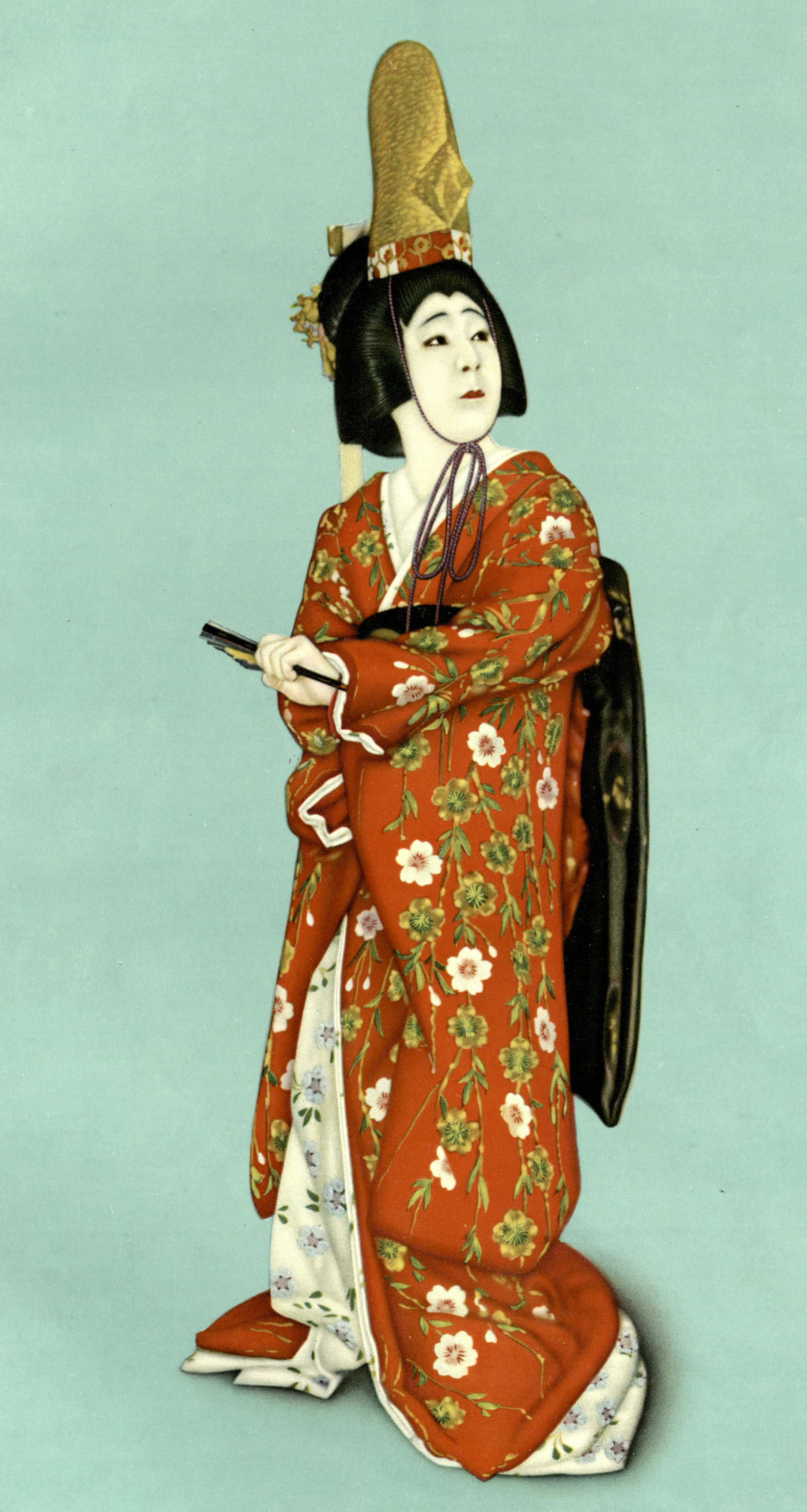
「京鹿子娘道成寺」（1934年）
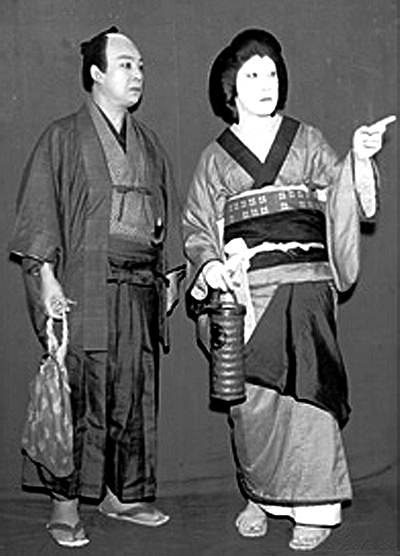
菊五郎の又平（左）と三代目中村梅玉のお徳「傾城反魂香・吃又」（1939年）
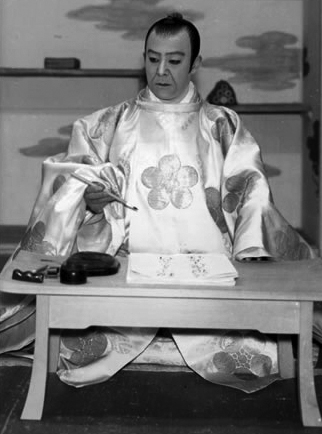
「菅原伝授手習鑑」の菅丞相（1949年）
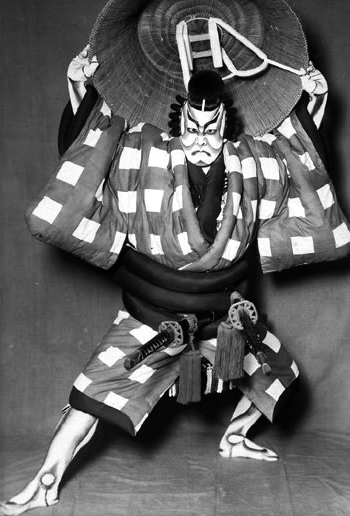
「菅原伝授手習鑑」の梅王丸（1949年）

ジャン・コクトーは来日時に菊五郎の『春興鏡獅子』を見て感動し、「名優菊五郎は俳優ではなく、むしろ舞台の上の神主である」「扇の踊りは一生忘れないだろう」といった感想を残している。『春興鏡獅子』はこの後小津安二郎の監督によって記録映画『鏡獅子』に残され、その至芸を今日に伝えている。

## 家族
妾で、正妻・家寿子の死後に妻となった千代夫人との間に一男二女をもうけ（戸籍上は家寿子との間に生まれたことになっている）、また養子二人を迎えている。

### 実子の系譜
注：太字は、現役の歌舞伎俳優
- 長男・清晁→二代目：尾上九朗右衛門 ※系図上の次男
- 長女・久枝（十七代目中村勘三郎夫人）
  - 十八代目：中村勘三郎
    - 六代目：中村勘九郎
      - 三代目：中村勘太郎
      - 二代目：中村長三郎

    - 二代目：中村七之助

  - 波乃久里子
  - 澤村千代枝（二代目：澤村藤十郎夫人）
- 次女・多喜子（六代目：清元延壽太夫夫人）
  - 七代目：清元延壽太夫[注釈 3]
    - 初代：清元斎寿太夫
    - 二代目：尾上右近（七代目：清元栄寿太夫）

### 養子の系譜
注：太字は、現役の歌舞伎俳優
- 養子・七代目：尾上梅幸[注釈 4]　※系図上の長男
  - 七代目：尾上菊五郎
    - 寺島しのぶ
      - 初代：尾上眞秀

    - 八代目：尾上菊五郎
      - 六代目：尾上菊之助

  - 二代目：尾上栄之助
- 養子・二代目：大川橋蔵
  - 丹羽朋廣
  - 丹羽貞仁

## 逸話
寺島ベースボールクラブ
六代目は宝塚に公演に来た際に、すぐ側のグラウンドで練習をしていた宝塚運動協会を見て大の野球好きとなり、自身の本名を冠した「寺島ベースボールクラブ（T.B.C.）」を結成。音羽屋は常に主役でなくてはならない、と主将・エースで四番。しかし打ち込まれた場合に挽回してくれる救援投手と、失点を挽回してくれる強打者の助っ人を導入した。六代目は福澤諭吉に可愛がられ慶應びいきだったため、慶應OBを中心に三宅大輔、小野三千麿、新田恭一、小西得郎ら、そうそうたるメンバーがバックを守った。
校長先生っ！
歌舞伎役者が出ると大向うから掛け声が起こる。掛け声は通常屋号で、菊五郎なら「音羽屋っ！」、左團次なら「高島屋っ！」となるが、歌舞伎のほかに翻訳劇を得意とした二代目市川左團次には時に「大統領っ！」とかかることがあった。一方の菊五郎は「校長先生っ！」。1930年（昭和5年）4月に後継者養成機関として「日本俳優学校」を創設したことによるものだが、六代目は「高島屋は大統領なのに、俺は校長先生か」と苦笑い。
たっぷりっ！
大向うの話題をもう一つ。ある役者が得意とする役柄が登場する有名な場面では、時に「たっぷりっ！」という掛け声がかかる。「たっぷり」は、「たっぷりと見せてくれ」、つまり「存分に楽しませてくれ」という意味だが、この掛け声は初出の日時や状況が知られている珍しい掛け声の一つで、掛かった先は六代目である。往年は「菊吉時代」という歌舞伎の全盛時代を築いた名優・六代目も、晩年は体調を崩すことが多く、芸も曇りがちで、気分のすぐれない時には一人さっさと引っ込んでしまうことすらあった。これを危惧した大向うが、ある日そろそろ雲行きの怪しくなってきた六代目に向かって「今日はたっぷりとっ！」と掛けたのが始まり。
甘粕正彦の歓待
1923年（大正12年）、関東大震災後の混乱のさなか、分署が崩壊して行き場を失った近所の憲兵隊に対し、六代目は自分の稽古場を提供した。その憲兵隊員のなかには甘粕正彦がいた。1942年（昭和17年）、満映理事長となっていた甘粕は満洲国建国10周年を記念して、菊五郎一座を招いて歌舞伎興行を催した。久々に再会した二人は旧交を温めたが、やがては甘粕の度を越した歓待振は、歓待好きで知られた六代目ですら音をあげるほどだったという。
殺しの文弥
茶目っ気があり、舞台でもよくいたずらをした。八代目坂東三津五郎によると『蔦紅葉宇都谷峠』（通称：文弥殺し）の「鞠子宿の場」では、按摩文弥（あんま ぶんや）が伊丹屋十兵衛の体を按摩で揉みほぐすが、文弥の六代目は十兵衛の初代中村吉右衛門をさんざんくすぐって、彼が悶絶するほど苦しめた。この演目はこのあとの場で文弥が殺されることから「文弥殺し」という通称がついているが、六代目の文弥に限っては逆に「殺しの文弥」だと、さしもの大播磨も音を上げていた。これを見かねた吉右衛門は、あるとき即興で「六代目がくすぐっていけません」と入れたため客席は大爆笑。六代目もこれには驚いてうっかり目を開けてしまったという。
いたずらの効用
いたずらをしたつもりの相手から、期せずして名（迷）演技を引き出してしまったこともある。『伽羅先代萩』の「控所刃傷の場」では奸臣・仁木弾正（にっき だんじょう）と忠臣・渡辺外記左衛門（わたなべ げきざえもん）が邸内で斬り合いを繰り広げた末に双方とも絶命するという壮絶な場面。この仁木弾正を六代目が勤めたときは、深手を負って倒れた二代目河原崎権十郎の渡辺外記に向かって「今晩あたりひどい地震があるよ」とささやいた。権十郎が極度の地震恐怖症であることを知った上でのことである。これを聞いた権十郎は恐怖のあまり震えだした。しかも舞台上に倒れているから、目に入ってくるのは上から吊るされた無数の照明器具で、それが落ちてくるかと思うともう全身に震えが走って止まらなかった。ところがこれを見た観客は、「これほど真に迫った瀕死の外記は未だかつてなかった」と、権十郎の芸を絶賛した。
痛ぇじゃねぇか
その『先代萩』の「床下」の場では、讒言によって主君から遠ざけられ、御殿の床下でひそかに警護を行っていた忠臣・荒獅子男之助が、巻物をくわえた大鼠（実は妖術で化けていた仁木弾正）を踏み敷いて「ああら怪しやなァ」といって登場する場面がある。このときも自分を踏み敷く二代目尾上松緑の男之助に「痛ぇじゃねぇか」と文句を言ったり、それではと松緑が遠慮して踏むのに手心をくわえると今度は「しっかり踏まねぇか」と注文をつけたりで、松緑を散々に困らせた。
植芝盛平に入門
1929年（昭和4年）合気道の創始者植芝盛平の道場（東京芝高輪車町）に入門。菊五郎はその著書『おどり』（時代社 1948年刊）で「間を習うために弟子入りした」ことを記している。
コンタフレックス
1935年に本国発売され、ゾナー50mmF1.5レンズ付きで2,200円と非常に高価だった二眼レフカメラ、コンタフレックスを購入して楽屋の飾り棚に並べておき、来る客に「どうでえ」と自慢した。弟子の一人が「親方、いつ写真撮るんですか」と聞いたところ返事は「ベラボウめ、あんなモンで写真が撮れるけえ」だったという。
桃屋の花らっきょう
桃屋の花らっきょうが好物だった。臨終間際に「桃屋の花らっきょうが食べたい…」と消え入るような声で呟き、これを聞いた東京劇場の支配人は東京中を探したが見つからなかった。当時は戦後の混乱で砂糖が統制下にあり、当時の桃屋の社長が「肝心の砂糖がないなら作らない方がいい」と一時生産を休止していたのである。仕方なく他社のらっきょう漬を買って届けたが、彼は口にするなり「こりゃ桃屋の花らっきょうじゃない! 普通のらっきょうだ! 下げろ!」と言い、後は見向きしないまま逝った。
日本が付かないのなら
生前「戒名なんてものは、坊主が金儲けのために造り出したもの。自分が死んだら戒名はいらない」と断言していた。団十郎の墓参りに行った時のこと、周りの者に「自分の親の戒名をソラで言えるか」と聞いたが、言えたのはほとんどいなかった。それで「自分が死んだら戒名は『六代菊五郎』で結構だ」と言った。ある人が「（戒名に）『居士』をつけないと」と言ったため、「（ならば戒名は）『六代菊五郎居士』か」と言うと、「院号もないと戒名になりません」と言われた。六代目は「俺は芸術家だから（院号は）芸術院とでもするんだな」と、「芸術院六代菊五郎居士」と自らつけた。院号の「芸術院」は自身も会員だった日本芸術院から拝借したものに他ならない。しかし日本芸術院は曲がりなりにも文化庁の管轄する特別団体である。六代目が死去すると、遺族はその名称を院号としての使用することの是非を芸術院に打診した。その結果、正式名称の「日本芸術院」そのままではさすがに困るが、「日本」がつかないただの「芸術院」なら差し支えないということで、これが晴れて戒名となった。
団十郎との関係
6歳の時、九代目市川團十郎と舞台で初めて競演した。團十郎が幸三に、これからきちんと稽古するように言うと、「なあに、大丈夫。うまくやって禿げ頭を驚かせてやるぜ」と平然と答えた。「禿げ頭」とは頭髪の薄かった父（五代目）のことである。以後團十郎は幼い幸三に注目し、「幸坊は踊りがうまい」と素質を見抜いた。その後、父（五代目）の頼みもあり、徹底的に生活面と歌舞伎の基本から教養までを仕込んだ。
長者番付の常連
戦前の長者番付では常連と化しており、1939年（昭和14年）の公表例では劇壇部門で一位となる1万4999円の納税額を記録。二位の市川猿之助の8034円を大幅に上回る額となっていた。